# Classe Draken
A classe Draken foi uma classe de submarinos construída para a Marinha Sueca de 1960 a 1962. Um total de seis submarinos foram entregues. Quatro dos barcos foram modernizados em 1981-82. O projeto era uma versão modificada da classe Hagen com apenas um eixo com uma hélice maior de 5 pás para melhor desempenho subaquático e redução de ruído. Draken, Vargen, Nordkaparen e Springaren foram encomendados a Kockums. Gripen e Delfinen eram de Karlskrona. Estes barcos foram desativados em 1988-90 e foram sucedidos pelos submarinos das classes Sjöormen e Näcken.
Devido a atrasos no projeto A11, ou seja, o que viria a se tornar a classe Sjöormen, foi decidido construir uma versão modernizada da classe Hajen III anterior de antemão. A maior mudança foi a nova popa com uma única hélice grande e lenta para maior velocidade silenciosa e melhor resistência. Draken II (projeto A12) também foi o primeiro a receber um piloto automático recém-desenvolvido, semelhante ao de uma aeronave, que passou a ser padrão em tipos de submarinos subsequentes. O Draken II originalmente tinha um instrumento central de torpedo eletromecânico fabricado pela Svenska AB Philips, que foi chamado TCI m/ä ou torpe 679. O instrumento calculava continuamente o ângulo em que o torpedo giraria após o lançamento para atingir o alvo. Os ângulos de guinada calculados foram transmitidos diretamente aos torpedos. Os cálculos foram baseados em valores de entrada de direção ao alvo, distância do alvo, ângulo do alvo, velocidade do alvo, comprimento do alvo, curso e velocidade próprios, bem como velocidade do torpedo. 
Draken II foi o primeiro submarino a ser totalmente projetado em Kockums. No final da década de 1960, uma atualização de meia-idade também foi realizada, que incluiu novo controle de incêndio, radar e snorkels. O controle de fogo do torpedo foi substituído pelo TCI 200 (torpe 695), que também podia lidar com torpedos com fio. O radar PS 819 foi instalado e usado principalmente para aquisição de alvos para os torpedos.

## Unidades

### HMS Draken II

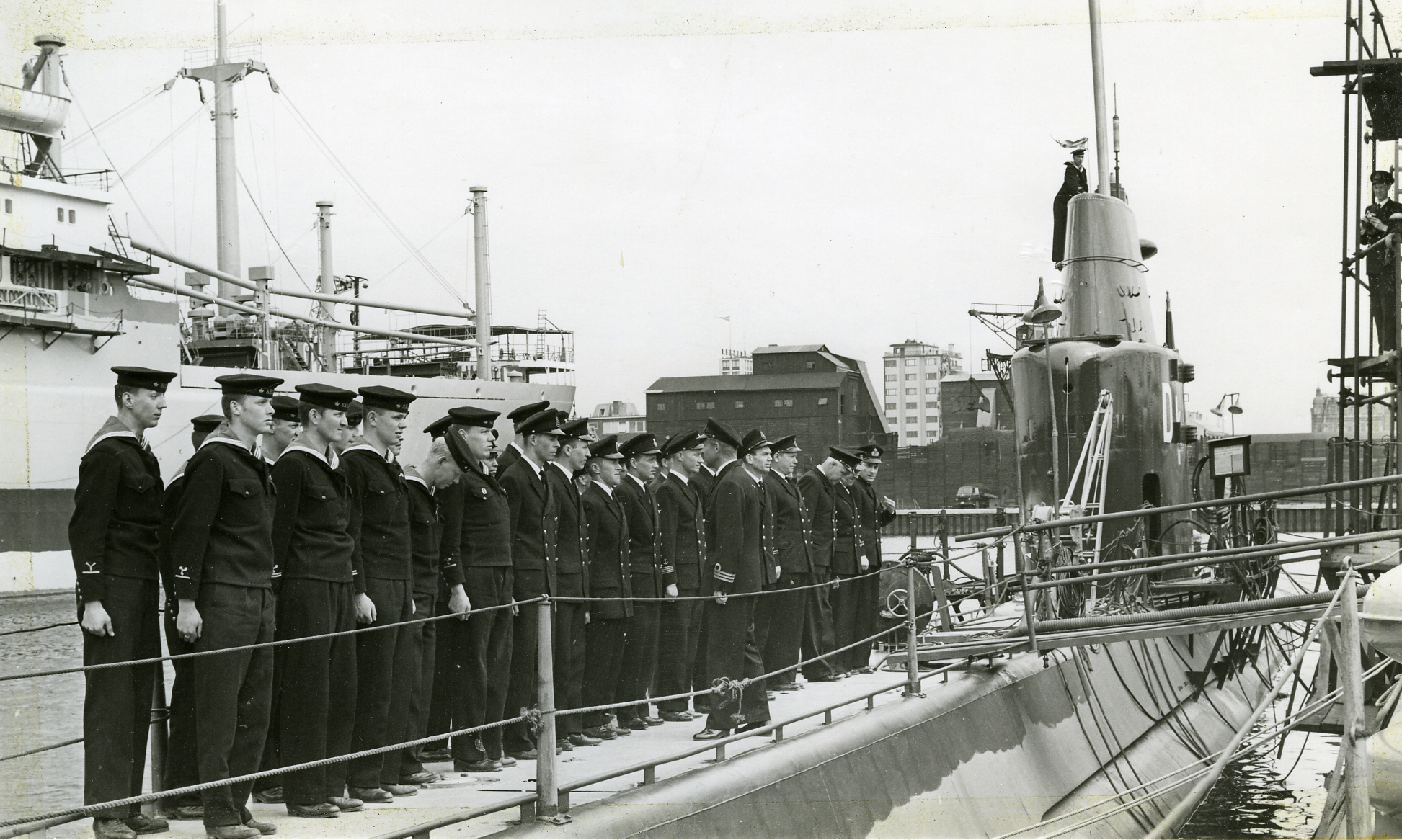
A tripulação alinhada para a insígnia do HMS Draken que foi içada pela primeira vez em 1961

HMS Draken (Dk) foi um submarino da Marinha Sueca construído em Kockums Mekaniska Verkstads AB em Malmö, Suécia, lançado em 1960 e sucateado em 1983 em Landskrona.
O Draken foi o primeiro submarino sueco (mas o único de sua classe) a ser equipado com um casco revestido de borracha para reduzir a área alvo para sonar ativo.

### HMS Gripen II

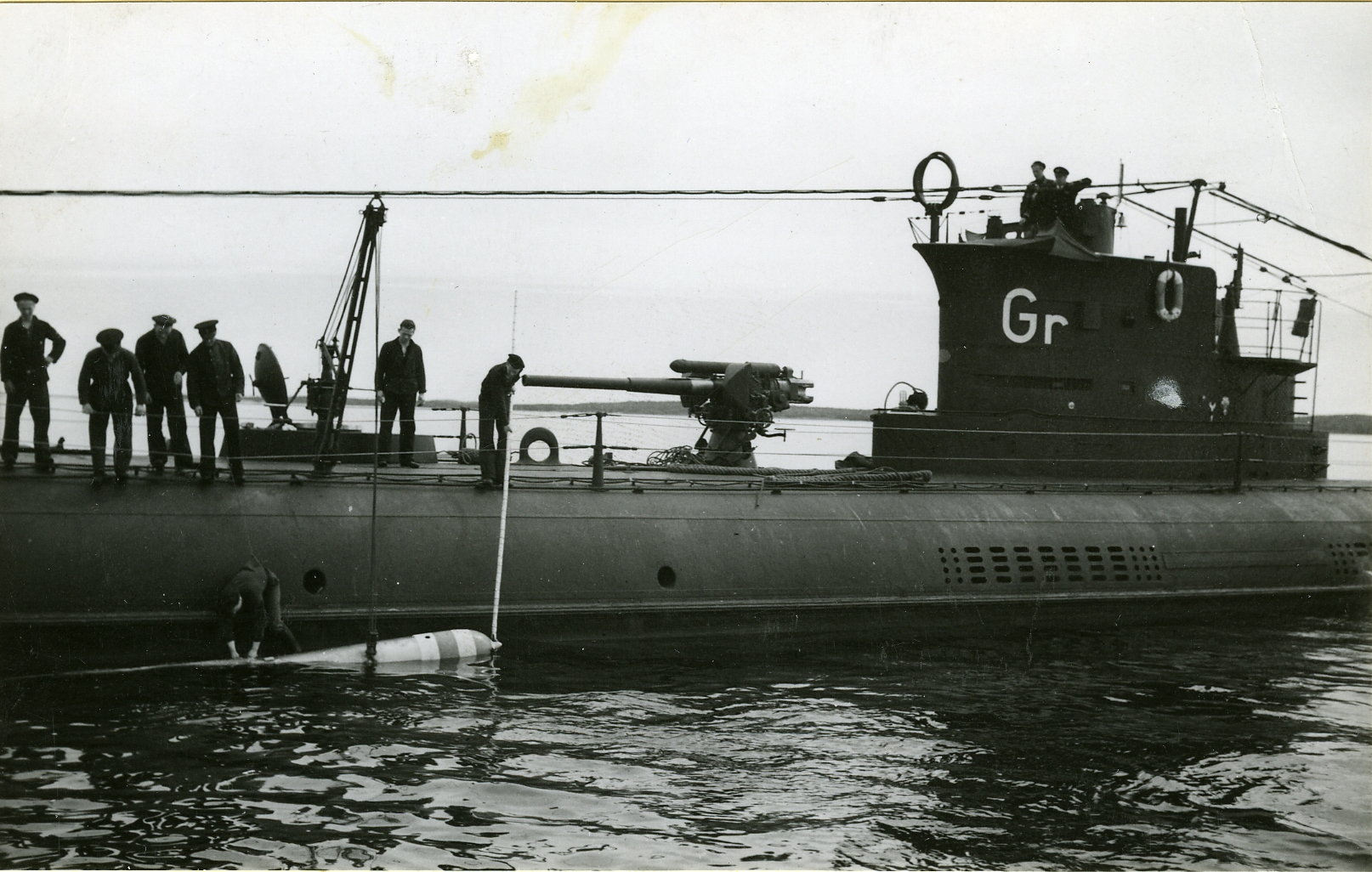
O HMS Gripen.

HMS Gripen (Gr, Gri) foi um submarino da Marinha Sueca construído no Estaleiro Naval de Karlskrona e lançado em maio de 1960 e sucateado em 1989.

### HMS Vargen
HMS Vargen (Vg, Vgn) foi um submarino da Marinha Sueca construído em Kockums Mekaniska Verkstads AB em Malmö, Suécia, lançado em maio de 1960 e desmantelado em 1989 em Gävle.

### HMS Delfinen II
HMS Delfinen (De, Del) foi um submarino da Marinha Sueca construído no Estaleiro Naval de Karlskrona e lançado em março de 1961 e sucateado em 1993 em Gävle.

### HMS Nordkaparen II
O HMS Nordkaparen (Nor) é um submarino da Marinha Sueca, construído em Kockums Mekaniska Verkstad em Malmö e lançado em março de 1961. Em conexão com a viagem de teste, o navio recebeu seu lema, que diz: Pisces natare oportet (O peixe sempre nada). 
Em 18 de setembro de 1980, o Nordkaparen esteve extremamente perto de colidir com um submarino estrangeiro entre Utö e Huvudskär. Durante os testes de velocidade, o Nordkapare operou em conjunto com um dos helicópteros antissubmarinos da Marinha. Este teve seu hidrofone submerso na água. Quando o submarino estava prestes a iniciar os testes, o Cabo Norte foi chamado pelo helicóptero, que se perguntou se havia dois submarinos que realizariam testes de velocidade. O submarino respondeu que estava sozinho e subiu à superfície por razões de segurança. Assim que o Nordkaparen quebrou a superfície da água, um submarino passou sob a quilha do submarino sueco com alguns decímetros de margem.  O incidente foi seguido por uma caça submarina de duas semanas.
O HMS Nordkaparen é um dos navios-museu do Centro Marítimo de Gotemburgo desde 1988. O Cabo Norte está temporariamente fechado para descontaminação radioativa.

### HMS Springaren
HMS Springaren (Sp, Spr) foi um submarino lançado em 1961 pela Marinha Sueca. Após o descomissionamento, o navio foi usado como um navio-alvo na posição inferior antes de ser descartado no estaleiro naval de Muskö em 1999.
Em 24 de setembro de 1980, Springaren estava extremamente perto de colidir com um submarino estrangeiro a leste de Huvudskär. Durante um exercício, Springaren operou junto com um dos helicópteros da Marinha para a guerra antissubmarino. O operador de hidrofone no Springaren lê um efeito de hidrofone. Parece um ciclomotor em alta velocidade. Os helicópteros que se conectam também detectam o visitante e o classificam imediatamente como um submarino.  O incidente foi seguido por uma caça submarina de duas semanas.